# Huize Bergen
Landgoed Huize Bergen is een monumentale villa in Vught provincie Noord-Brabant. De villa is gebouwd in 1916 in opdracht van de familie Fentener van Vlissingen. De architect was J.W. Hanrath. Een negentiende-eeuwse villa van de familie werd op deze locatie afgebroken om plaats te maken voor het huidige gebouw. In 1927 nam dochter Charlotte samen met haar man Willem intrek in het woonhuis. 
Bij de verkoop van het landhuis in 1949 had eigenaresse Charlotte van Beuningen de wens dat het een maatschappelijk doel zou dienen. Het landgoed werd uiteindelijk verkocht aan het bisdom 's-Hertogenbosch onder deze voorwaarde. In 1950 werd de 'Stichting Huize Bergen' in het leven geroepen. De stichting legde zich toe op het vormen van jong volwassenen. Langzaam veranderde de functie van het landgoed naar dat van conferentiehotel wat zich heeft door ontwikkeld naar hotel.
Landgoed Huize Bergen heeft tegenwoordig 20 stijlkamers en vergaderzalen en 105 hotelkamers. Naast vergaderlocatie wordt het hotel gebruikt voor bruiloften, feesten, condoleances, diners en hotelovernachtingen.
Opbrengsten van het hotel komen nog steeds ten goede aan ideële doelen via de Joannes Bosco Stichting. 
Landgoed Huize Bergen en het bijbehorende Koetshuis zijn beide rijksmonument.